# Public Image Ltd
Public Image Ltd. (PiL) au fost un grup muzical format in 1978 de vocalistul John Lydon, chitaristul Keith Levene si basistul Jah Wobble.
Ridicându-se din cenușa faimosului grup de punk Sex Pistols, PiL au abordat un sound mai experimental, iar primele lor albume au fost văzute ca unele dintre cele mai provocatoare și inovative lucrări din era post-punk. Mai târziu, muzica lor a devenit mai convențională. Trupa este inactivă muzical din anul 1992.

## Discografie

### Albume de studio
- First Issue (1978 UK #22)
- Metal Box (1979 UK #18 - US #171)
- Flowers of Romance (1981 UK #11 - US #114)
- This Is What You Want... This Is What You Get (1984 UK #56)
- Album (1986 UK #14 - US #115)
- Happy? (1987 UK #40 - US #169)
- 9 (1989 UK #36 - US #106)
- That What Is Not (1992 UK #46)
- This Is PiL (2012)
- What the World Needs Now... (2015)
- End of World (2023)

### Albume live, compilații și alte albume
- Second Edition (repackaging la Metal Box) - 1979 #46
- Paris au Printemps (live) - 1980 #61
- Live in Tokyo (live) - 1983 #28
- Commercial Zone (bootleg) - 1983
- The Greatest Hits, So Far (compilație) - 1990 #20
- Box - 1990
- Plastic Box -1999
- Public Image/Second Edition (2 în 1) - 2003

### Single-uri
- "Public Image" - 1978 UK #9
- "Death Disco" - 1979 UK #20
- "Memories" - 1979 UK #60
- "Flowers of Romance" - 1981 UK #24
- "This Is Not a Love Song" - 1983 UK #5
- "Bad Life" - 1984 UK #71
- "Rise" - 1986 UK #11
- "Home" - 1986 UK #75
- "Seattle" - 1987 UK #47
- "The Body" - 1987 UK #100
- "Disappointed" - 1989 UK #38
- "Warrior" - 1989
- "Don't Ask Me" - 1990 UK #22
- "Cruel" - 1992 UK #49

1. ↑  Pingitore, Silvia (7 mai 2020). „Interview with post-punk legend Jah Wobble about music, Sid Vicious, star signs, Brexit and everything else you can think of” (în engleză). the-shortlisted.co.uk. Accesat în 26 martie 2022.